# Aristide Gorelli
Aristide Gorelli, né le 13 août 1915 à Marseille, où il est mort le 1er novembre 2010, est un footballeur français.

## Carrière
Après avoir joué à Saint-Loup (quartier de Marseille) puis au sein de la réserve de l'Olympique de Marseille au début des années 1930, Aristide Gorelli joue quatre matchs en Championnat de France de football sous le maillot de l'OM lors des saisons 1935-1936 et 1936-1937. L'OM est champion lors de cette dernière saison. Il est ensuite appelé au service militaire et est fait prisonnier de guerre lors de la Seconde Guerre mondiale, près de la Baltique puis en Alsace. Au sortir de la guerre, il devient dessinateur industriel à Marseille.

## Palmarès
- Olympique de Marseille
  - Championnat de France
    - Champion : 1937.

## Statistiques
| Saison      | Club                   | Pays       | Championnat |
| ----------- | ---------------------- | ---------- | ----------- |
| 1935 - 1936 | Olympique de Marseille | Division 1 | 3 matchs    |
| 1936 - 1937 | Olympique de Marseille | Division 1 | 1 match     |